# Regulus
Regulus (α Leonis) je vícenásobná hvězda, nejjasnější v souhvězdí Lva. Latinský název znamená Malý král nebo Princ. Společně s hvězdami Antares, Fomalhaut a Aldebaran patřil mezi královské hvězdy, které sloužily k rozdělování roku na čtyři období (Aldebaran-zima, Regulus-jaro, Antares-léto, Fomalhaut-podzim).
Regulus leží poblíž ekliptiky, a je proto občas pozorovatelný zákryt Měsícem a velmi zřídka planetou. Poslední zákryt Regula planetou byl 9. července 1959 Venuší, další bude 1. října 2044 opět Venuší. Jiná jména: Al Kalb al Asad, Cor Leonis („Srdce Lva“), Kabeleced, Kalb, Kelb, Rex.

## Systém

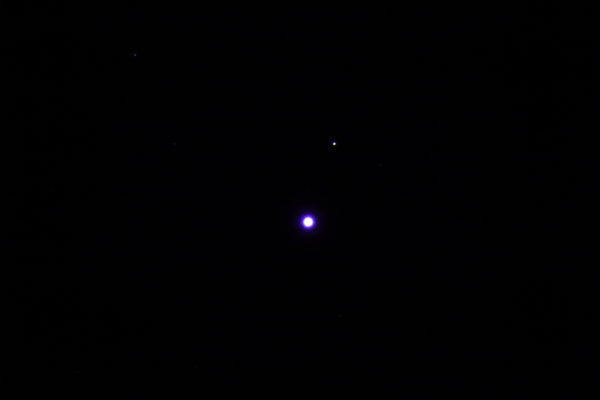
Regulus vyfocený amatérským teleskopem. Jasnější objekt je Regulus A, méně jasný průvodce je Regulus BC.

Regulus je čtyřhvězda. Dominantní složkou je Regulus A, což je spektroskopická dvojhvězda sestávající z modrobílé hvězdy hlavní posloupnosti spektrálního typu B7V a hmotnosti zhruba 3,5 M☉, okolo které obíhá hvězda o hmotnosti nejméně 0,3 M☉, pravděpodobně bílý trpaslík. Obě hvězdy oběhnou kolem společného těžiště za zhruba 40 dní.
Ve vzdálenosti zhruba 5000 AU od Regulu A se nachází binární systém Regulus BC. Regulus B je hvězda spektrálního typu K2V, Regulus C hvězda spektrálního typu (pravděpodobně) M4V. Regulus B a Regulus C mají shodný vlastní pohyb a předpokládá se, že obíhají kolem společného těžiště, přičemž oběžná doba činí zhruba 440 let, separace v roce 1942 činila 2,5".
Další společník, Regulus D s vizuální magnitudou 12, se nachází ve vzdálenosti 212" od Regulu A. Tato hvězda však není součástí systému, je pouze vizuálním průvodcem.

### Regulus A

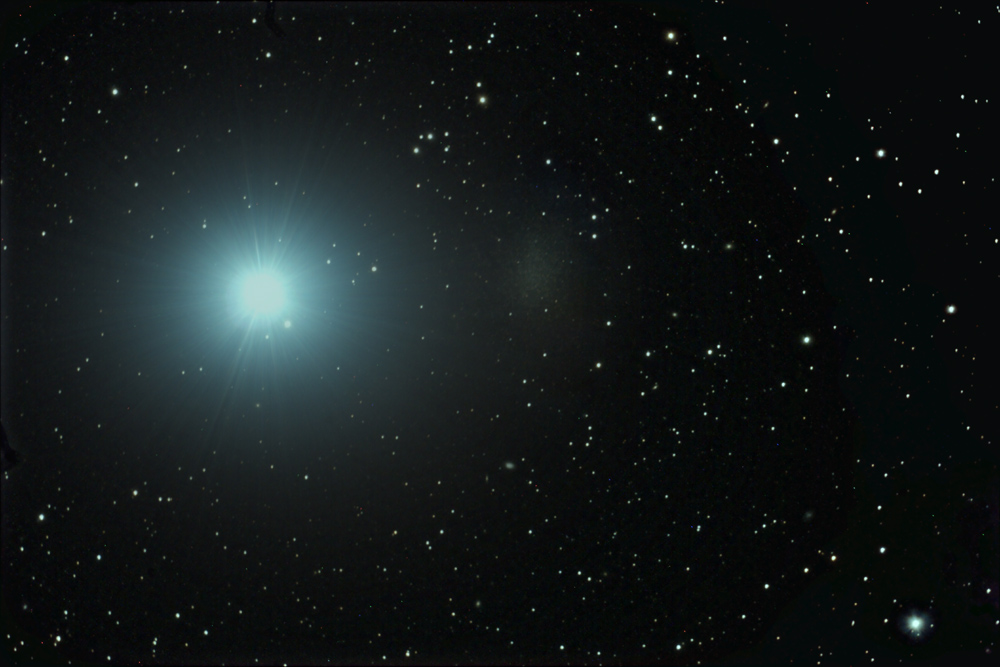
Regulus A a Trpasličí galaxie Leo I.

Regulus A je spektroskopická dvojhvězda. Systému dominuje modrobílá hvězda hlavní posloupnosti spektrálního typu B7 nebo B8 a hmotnosti zhruba 3,5 M☉. Její průvodce zatím nebyl přímo pozorován, jelikož jeho jasnost je výrazně nižší. Předpokládá se, že by se mohlo jednat o bílého trpaslíka. Regulus A má vizuální magnitudu +1,40 a dominuje svou jasností celému systému, který vykazuje celkovou vizuální magnitudu +1,35, což z Regulu dělá 22. nejjasnější hvězdu oblohy.
Primární hvězda Regulu A má velmi vysokou rychlost rotace, otočí se kolem své osy zhruba za 15,9 hodiny. Výsledkem je výrazná deformace, na pólech je značně zploštělá. Fotosféra v polárních oblastech je výrazně teplejší a na povrchovou jednotku až pětkrát jasnější než na rovníku. Tento efekt se nazývá gravitační ztemnění. Rychlost rotace na rovníku je zhruba 320 km/s, 96,5 % rychlosti, při které by se hvězda již začala rozpadat odstředivými efekty.
Výrazně deformovaný tvar primární hvězdy může mít zásadní vliv na fyzikální poměry v binárním systému Regulu A, dlouhodobé poruchy na oběžné dráze mohou například ovlivňovat oběžnou dobu. Jinými slovy, 3. Keplerův zákon, který platí pro dvojici "bodových" těles, pro systém Regulu A platit nemusí. Regulus A byl dlouho považován za poměrně mladou hvězdu, se stářím jen 50 až 100 milionů let, což se odvozovalo z naměřených údajů, především z porovnání hmotnosti, zářivého výkonu a povrchové teploty. Existence společníka ve formě bílého trpaslíka by však znamenala, že systém je starý nejméně 1 miliardu let, což je minimální doba potřebná ke vzniku bílého trpaslíka. Možným vysvětlením tohoto rozporu je dlouhodobý transfer hvězdné hmoty ze společníka na původně menší Regulus A.

### Regulus BC
Regulus BC je binární systém nacházející se na obloze ve vzdálenosti asi 177" od Regulu A. Je tak pozorovatelný i amatérskými dalekohledy. Regulus B má vizuální magnitudu +8.1, Regulus C vizuální magnitudu +13.5. Jejich vzájemné rozlišení již vyžaduje velký teleskop.
Regulus B i Regulus C jsou poměrně chladné hvězdy hlavní posloupnosti. Regulus B je hvězda spektrální třídy K2V, hmotnosti zhruba 0,8 M☉ a povrchové teplotě necelých 5000 K. Regulus C je hvězda spektrální třídy (pravděpodobně) M4V, hmotnosti 0,3 M☉, ještě o něco chladnější než její společník.
Reálná vzdálenost Regulu BC od Regulu A je odhadována zhruba na 5000 AU. Doba oběhu Regulu BC kolem Regulu A je odhadována na zhruba 126 000 let.